# Johan Anton von Matérn (1777–1851)
Johan Anton von Matérn, född den 2 juli 1777 på Karterud i Segerstads socken, Värmlands län, död den 11 juni 1851 i Karlstad, var en svensk militär och ämbetsman. Han var sonson till Johan Anton von Matérn och måg till Jacob Maule.
von Matern blev fänrik vid Västmanlands regemente 1792, sekundlöjtnant vid Värmlands fotjägarbataljon 1795, premiärlöjtnant där 1798 och stabskapten 1803. Han blev major i nämnda bataljon 1809 och dess chef 1810. Maule beviljades avsked ur krigstjänsten 1811. Han blev chef för Värmlands och Älvsborgs läns gränstulldistrikt 1825. von Matérn var en av stiftarna av Värmlands läns hushållningssällskap, vars beredningsutskott han tillhörde till 1844. Han tilldelades guldmedaljen för tapperhet i fält 1808 och blev riddare av Svärdsorden 1809.